# Lilla Träskön
Lilla Träskön är en ö i Finland. Den ligger i Finska viken och i kommunen Kyrkslätt i den ekonomiska regionen  Helsingfors i landskapet Nyland, i den södra delen av landet. Ön ligger omkring 42 kilometer sydväst om Helsingfors.
Öns area är 10 hektar och dess största längd är 0,6 kilometer i sydväst-nordöstlig riktning.